# 周至元 (歷史學家)
周至元（1910年—1962年），原名周式址，又名周式坤，号懒云，山东省即墨县（今属青岛市）人，中國現代詩人及歷史學家。
周至元一生勤于诗作，尤以七律见长，作品主要分为怀古、感事、咏物、抒怀四类，包括《田横岛》、《辽事杂感》、《玉龙瀑》、《懒云集》等。周氏一生酷爱山水，经常游览崂山，並于1934年写成作品《崂山小乘》和《游崂指南》。
周氏也从事乡土历史的研究，1959年他被聘为中国科学院山东分院历史研究所兼职研究员，1960年再被中国历史学会山东分会发展为会员。1962年，周氏在山東濟南去世。